# Betty Heukels
Elisabeth Anna Heukels, dite Betty Heukels, est une nageuse néerlandaise.
Elle a notamment été championne d'Europe du 400 m 4 nages à Utrecht en 1966. Elle a participé aux Jeux olympiques de 1964 où elle a terminé 6e du 400 m 4 nages.
Elle s'est mariée avec le joueur de water-polo Hans Wouda (nl).